# Potkæs
Potkæs er en ostespecialitet, bestående af osterester, som rives, røres med spiritus, krydres, og får lov at modnes, typisk i en krukke (potte, deraf navnet) med låg. Ostetype, spiritustype, krydring og modningstid kan variere efter smag og behag.
Ofte anvendes rom samt mælk eller fløde og eventuelt krydderier.
Ordet potkæs eller potkæse kommer gennem tysk Pottkäse fra ældre hollandsk puttkees og betyder krukkeost, potteost.

## Nordiske opskriftseksempler
- Dansk: https://www.kogebog.dk/523/potkæs---potkäse
- Norsk: https://www.nrk.no/mat/gi-nytt-liv-til-osteskorpene-1.15799752
- Svensk: https://receptfavoriter.se/recept/potkaes.html og https://www.svt.se/recept/stromsos-krukost
- Finsk: https://www.reseptiohje.com/resepti/ruukkujuusto-pottkäse/20801